# Histoire d'un lutteur mchaouchi
Pour plus de détails, voir Fiche technique et Distribution.
Histoire d'un lutteur mchaouchi est un film marocain dramatique réalisé par Mohammed Ahed Bensouda, sorti le 7 octobre 2009. Le film aborde des thèmes comme l'amour, l'honneur, le sport de combat, le mariage ou encore l'histoire du Maroc,,,.

## Synopsis
L'histoire se déroule en 1860, essentiellement à Fès au Maroc. Un riche marchand de bétail et lutteur de Mchaoucha du nom de Tabokh veut la belle Saadia, fille de Haj Lamfadel comme épouse. Pour parvenir à ses fins, il piège le père de Saadia. Seulement, il n'est pas le seul qui veut d'elle. Slimane, charpentier et fils d'une famille modeste est amoureux de la jeune femme et réciproquement. Il ne consent aucunement à regarder partir sa bien aimée sans piper mot. Il n'y a qu'une seule issue : le combat. Ainsi, il défie Tabokh afin de prouver son amour pour Saadia. Le vainqueur épousera la jeune femme,,.

## Fiche technique
- Titre original : موسم المشاوشة
- Titre français : Histoire d'un lutteur mchaouchi
- Réalisation : Mohammed Ahed Bensouda
- Scénario : Mohammed Ahed Bensouda, Hamdane Mohamed Elhabibe
- Musique : Karim Slaoui
- Photographie : Youssef Laalioui
- Montage : Rachyd Elhachimi, Mohamed El Ouazzani
- Production : Mohamed Ahed Bensouda
- Producteur exécutif : Hamid Zoughi
- Coproductrice : Marie Napoli
- Sociétés de production : Les Films 7, 2M-TV, Preview Production (Maroc), Lumina Films (France)
- Société de distribution : Les Films Des Deux Rives (France)s[8],[9],[10],[2]
- Pays d'origine :  Maroc
- Langue originale : Arabe marocain
- Genre :  Drame
- Durée : 100 minutes
- Dates de sortie : 7 octobre 2009

## Distribution
- Hicham Bahloul : Slimane
- Hamidou Benmessaoud : Haj Lamfadel
- Abdellah Ferkous : Tabokh
- Rafik Boubker : Aouina
- Rim Chmaou : Saadia
- Azelarab Kaghat (ar) : Lamaalam
- Othmane Bethouji : Othmane

## Palmarès
- Festival international du Caire
- FESPACO (Burkina Faso)
- Diaspora film festival of New York
- International Film Festival of India (IFFI GOA)
- Festival cinéma panafricain (Cannes) : Prix de la meilleure réalisation
- Festival de Rotterdam
- Cinémar : Mention spéciale du Jury
- Festival international de Muscat Oman
- Festival du film d’auteur de Rabat : Prix du Jury Jeune Public et mention spéciale du Jury
- International Festival of Muslim Cinema « Golden minbar » à Kazan (Russie)
- Festival du film arabe de Fameck (France)
- Festival national du film de Tanger
- Festival du film transsaharien de Zagora (Maroc)
- Rencontre internationale du cinéma de Dakhla (Maroc)
- Festival du cinéma européen de Tunis (Tunisie)
- 32e édition du Resegna Cinemaographica (Italie)[11],[12],[13].